# Anastrophyllum imbricatum
Anastrophyllum imbricatum là một loài rêu trong họ Anastrophyllaceae. Loài này được Wilson ex Gottsche, Lindenb. & Nees Stephani mô tả khoa học đầu tiên năm 1893.